# マッケレル (SST-1)
|           |                                |
| 艦歴      |                                |
| 発注:     |                                |
| 起工:     | 1952年4月1日                   |
| 進水:     | 1953年7月17日                  |
| 任務開始: | 1953年10月9日                  |
| 退役:     |                                |
| 除籍:     | 1973年1月31日                  |
| その後:   | 標的艦として海没処分           |
| 性能諸元  |                                |
| 排水量:   | 303トン（水上）347トン（水中） |
| 全長:     | 131.25 ft                      |
| 全幅:     | 13.6 ft                        |
| 吃水:     | 12 ft                          |
| 機関:     |                                |
| 最大速:   | 水上 10ノット、水中 10.5ノット |
| 兵員:     | 士官2名、兵員12名              |
| 兵装:     | 21インチ魚雷発射管1門          |

マッケレル(USS Mackerel, SST-1)は、アメリカ海軍の潜水艦。T-1級潜水艦の1番艦。艦名はサバに因んで命名された。その名を持つ艦としては2隻目。当初は補助潜水艦 (AGSS-570) として計画され、T-1の艦名であった。

## 艦歴
T-1は1952年4月1日にコネチカット州グロトンのエレクトリック・ボート社で起工した。1953年7月17日にチャールズ・R・ミュアー夫人によって命名、進水し、1953年10月9日に艦長J・M・スナイダー・ジュニア少佐の指揮下任務に入る（就役しなかった）。
コネチカット州ニューロンドンおよびマサチューセッツ湾で公試を完了すると、T-1は1954年2月にフロリダ州キーウェストに向けて出航する。キーウェストに到着すると、フロリダ南部からグアンタナモ湾にかけての海域で、他の潜水艦や対潜部隊と共に新造艦艇や対潜改修が行われた艦艇への艦隊訓練に参加した。1956年7月（5月?）15日にT-1はマッケレルと改名されたが、船体番号は変更されなかった。
マッケレルは東海岸での艦隊演習に参加し、主として訓練及び標的任務を担当した。その中にはキーウェストの艦隊ソナー学校での任務も含まれた。また、新型機材の試験のための巡航も数回行った。1957年4月2日にマッケレルはキーウェストを出航し、メリーランド州アナポリスを経由して特別音響分析計画を行う。1950年代末にかけて多くの訓練と目標艦としての巡航を行い、1963年の夏には英領西インド諸島の近くの水域で、海中の船体に関する聴覚開発テストを行う。1964年2月にも西インド諸島で同様の実験を再び行った。
1966年5月から6月にかけて、エレクトリック・ボートで特殊装置が装着された。その後マッケレルは南へ航行し1966年6月26日にキーウェストに到着した。キーウェストでは1966年から1967年にかけて将来の潜水艦開発で使用されるデータを得るための実験研究に従事した。マッケレルは 原子力深海潜航艇『NR-1』 で使用される機材の評価を行った。それらの機材には海底を走行するため竜骨部に装着された車輪、スラスター、外部テレビカメラと耐圧覗き窓、マニピュレーター・アーム、実験用ソナーが含まれた。マッケレルは9か月の評価期間に約225回の潜水を実施した。海軍艦船史では『米海軍初の、耐圧船殻に搭載された車輪を用いて海底の走行を果たした潜水艦』とされている。
1967年3月に任務が完了すると、特殊装置のいくつかは取り外された。マッケレルは艦隊ソナー学校のための「ピンガー」としてキーウェストの実験海域で潜水活動を再開した。
マッケレルは1960年代末から1970年代へかけて、フロリダ沖合およびカリブ海での水上及び航空対潜部隊の目標艦としての任務に従事した。マッケレルは1971年に正式に就役している。
1971年から72年には、キーウェストおよびメイポート／ジャクソンヴィル作戦海域での大西洋艦隊対潜水艦部隊が行う訓練で目標艦の任務に従事している。
マッケレルは1972年7月21日に最後の潜水を行った。その日から乗員の数が削減された状態で1973年1月3日まで置かれ、その後は1972年10月まで下士官および海軍兵学校生の定期的な訓練を行った。
マッケレルと姉妹艦のマーリン (USS Marlin, SST-2) は、フロリダ州キーウェストの海軍基地で1973年1月31日に退役した。両艦の退役式が執り行われ、二隻は同日除籍された。マッケレルは1978年10月18日にプエルトリコ沖で標的艦として沈められた。